# Serri Park
Park Mi-yeon (hangul: 박미연; hanja: 朴美妍; rr: Bak Mi-yeon; MR: Pak Mi-yŏn; Geumcheon-gu, 16 de setembro de 1990), mais conhecida na carreira musical por seu nome artístico Serri (hangul: 세리; hanja: 世理; rr: Se-ri; MR: Seri), é uma cantora e compositora sul-coreana. Realizou sua estreia no cenário musical em 2011 no grupo feminino Dal Shabet.

## Biografia
Serri nasceu em 16 de setembro de 1990 em Geumcheon-gu, Seul, na Coreia do Sul. Serri frequentou o departamento de radiodifusão da Universidade de Mulheres de Dongbuk.

## Carreira

### 2011–15: Início da carreira
Em 3 de janeiro de 2011, Serri realizou sua estreia como integrante do grupo feminino Dal Shabet, através do lançamento do single "Supa Dupa Diva", em conjunto de seu extended play homônimo. O grupo realizou sua primeira apresentação no M! Countdown, transmitido pela Mnet em 6 de janeiro. No mês seguinte, juntamente de suas colegas de grupo, Serri apareceu no último episódio da série de televisão Dream High. Ainda em 2011, ela lançou "Turn Your Head" como parte da trilha sonora da série God's Quiz Season 02, em colaboração com Subin, sua colega de grupo.
Em maio de 2012, Serri foi anunciada como a nova líder do Dal Shabet após a saída de Viki, a líder original do grupo. No ano seguinte, ela realizou uma aparição especial no terceiro episódio da série de televisão My Love From The Star. Ela então apareceu no filme Three Summer Night, lançado em 15 de julho de 2015, com suas colegas de grupo.

### 2017–presente:The Unit: Idol Rebooting Projecte saída da Happy Face Entertainment
Serri co-escreveu as letras da canção "Let It Go", uma das faixas do sexto extended play de Dal Shabet, Be Ambitious, lançado em 20 de junho de 2013.

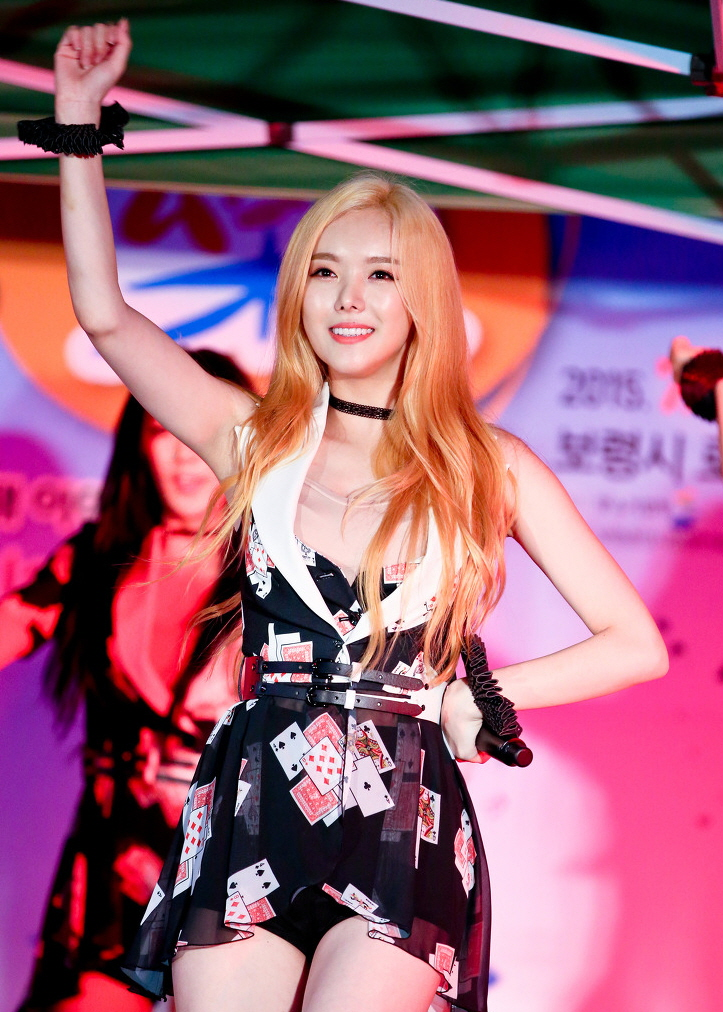
Serri se apresentando no Kpop Summer Festival, em 18 de julho de 2015.

Ela colaborou com Rolling Paper para o lançamento do single "Polaroid", em 1 de setembro de 2017. No mesmo mês, ela lançou o single "Jakku (자꾸)", em colaboração com ANTS. Em outubro de 2017, Serri foi confirmada como uma das participantes do programa The Unit: Idol Rebooting Project, ao lado de sua colega Woohee. Em dezembro do mesmo ano, foi anunciado a saída oficial de Serri da Happy Face Entertainment após a expiração de seu contrato com a empresa. A gravadora confirmou que suas atividades no reality show continuarão até o final do programa.

## Discografia
| "Jakku (자꾸)" (com ANTS)                                                              | 2017 | — | — | Repeatedly                         |
| Colaborações                                                                           |      |   |   |                                    |
| "Fall In Love" (com Kim Won-joo)                                                       | 2011 | — | — | Lançamento sem álbum               |
| "Polaroid" (com Rolling Paper)                                                         | 2017 | — | — | Lançamento sem álbum               |
| Trilhas sonoras                                                                        |      |   |   |                                    |
| "Turn Your Head" (com Subin)                                                           | 2011 | — | — | God's Quiz Season 02 OST           |
| "Look At It (설레이나봐)" (com Lee Do-hoon)                                            | 2017 | — | — | The Rose of Sharon Has Bloomed OST |
| "The Person Who Gives Happiness (행복을 주는 사람)"                                    | 2017 | — | — | Love Returns OST                   |
| "If You"                                                                               | 2018 | — | — | Mysterious Personal Shopper OST    |
| "—" denota lançamentos que não apresentam gráficos ou não foram lançados nessa região. |      |   |   |                                    |

## Filmografia

### Filmes
| Ano  | Título              | Papel     | Notas             |
| ---- | ------------------- | --------- | ----------------- |
| 2015 | Three Summer Nights | ela mesma | Aparição especial |

### Séries de televisão
| Ano  | Título                | Emissora | Papel  | Notas                      |
| ---- | --------------------- | -------- | ------ | -------------------------- |
| 2011 | Dream High            | KBS      | Aluna  | Aparição especial (ep. 16) |
| 2013 | My Love From The Star | SBS      | Junior | Aparição especial (ep. 3)  |

### Reality shows
| Ano  | Título                           | Emissora | Notas       |
| ---- | -------------------------------- | -------- | ----------- |
| 2017 | The Unit: Idol Rebooting Project | KBS2     | Concorrente |